# Cinara taiwana
Cinara taiwana är en insektsart som först beskrevs av Takahashi, R. 1925.  Cinara taiwana ingår i släktet Cinara och familjen långrörsbladlöss. Inga underarter finns listade i Catalogue of Life.